# Лэутары
Лэута́ры (лаутары; рум. lăutarii, молд. лэутарий; в ед.ч. лэутар, рум. lăutari, молд. лэутарь) — традиционные профессиональные молдавские и румынские певцы и музыканты. Название лэутар и лэутарской музыки происходит от слова «лэута» (молд. и рум. lăută) или «алэута» (молд. и рум. alăută) — старинного лютневидного инструмента, которым в народе иногда называют скрипку.

## История
Странствующие певцы и музыканты (лэутары) завоевав признание в сёлах Молдавского княжества, постепенно с начала XVI века начали оседать в городах, где создавали свои оркестры (тарафы), играя на народных гуляньях. Сельские лэутары, как правило странствующие (молд. чофлингары, с цыг. cioflingari — «непрофессиональные музыканты») состояли из скрипки, флуера и барабана. В городах оркестры цыган-лэутаров при дворах молдавских господарей или в домах бояр могли состоять из 12—18 музыкантов, исполнявших обычно свои произведения на скрипке, контрабасе, кобзе, цимбале, флуере, кларнете, нае, чимпое, трубе и ударных инструментах.
Первое письменные упоминания о цыганах-лэутарах относятся к 1570 году.
В начале XIX века в Кишинёве существовал лэутарский цех. В доме боярина Варфоломея был постоянный оркестр лэутаров, который, по свидетельству современников, играл мелодии молдавских песен и танцев «Люблю тебя безмерно», «Сырбешты» и другие. Легендарным лэутаром был Барбу Лэутару. Особенно популярным был кишинёвский лэутар Янку Пержа, игравший в 1830—1870-е годы значительную роль в музыкальной жизни Кишинёва. Он воспитал многих лэутаров, среди которых Костаке Марин (1840—1911) и Георге Херару (1853—1920). Большую известность получил лэутар Тимофей Няга — отец композитора Штефана Няги. Следует отметить творчество лэутаров Г. Пэуна и К. Парно.
В Бухаресте одним из самых известных ансамблей лэутаров был ансамбль братьев Окьалби (рум. Taraful Ochialbi), цыга́н по национальности. В этом ансамбле некоторое время участвовал Ангелуш Динику, также цыган, впоследствии написавший знаменитую мелодию «Жаворонок», считающиеся народной и ставший отцом не менее известных скрипача-виртуоза Григораша Динику и виолончелиста Димитрие Динику.
Оркестры лэутаров играли на гуляньях, свадьбах, сопровождали музыкой спектакли. В советское и постсоветское время музыкальное искусство лэутаров продолжено многочисленными оркестрами молдавских народных инструментов, среди которых и известный ансамбль «Лэутарий».
Лэутарам посвящён фильм Эмиля Лотяну «Лаутары».